# Сан Мартино ин Педриоло (Болоња)
Сан Мартино ин Педриоло (итал. San Martino in Pedriolo) је насеље у Италији у округу Болоња, региону Емилија-Ромања.
Према процени из 2011. у насељу је живело 459 становника. Насеље се налази на надморској висини од 105 м.